# Erebia leucotaenia
Erebia leucotaenia är en fjärilsart som beskrevs av Otto Staudinger 1871. Erebia leucotaenia ingår i släktet Erebia och familjen praktfjärilar. Inga underarter finns listade i Catalogue of Life.